# Kabinet-Merz
Het kabinet–Merz is het huidige Duitse kabinet sinds 6 mei 2025. Na de Bondsdagverkiezingen 2025 kwam de regering tot stand, bestaande uit de partijen Christlich Demokratische Union Deutschlands (CDU), de Christlich-Soziale Union (CSU) en de Sozialdemokratische Partei Deutschlands (SPD). Friedrich Merz, de partijleider van de grootste partij CDU, werd voor het eerst bondskanselier.
| Ambtsbekleder               | Ambtsbekleder        | Ambtsbekleder                | Functie(s)                                                                | Ambtstermijn    | Ambtstermijn | Partij(en)       |
| --------------------------- | -------------------- | ---------------------------- | ------------------------------------------------------------------------- | --------------- | ------------ | ---------------- |
|                             | Friedrich Merz       | Friedrich Merz (1955)        | Bondskanselier                                                            | 6 mei 2025      | heden        | CDU              |
|                             | Lars Klingbeil       | Lars Klingbeil (1978)        | Vicekanselier                                                             | 6 mei 2025      | heden        | SPD              |
| Bondsminister van Financiën | Lars Klingbeil       | Lars Klingbeil (1978)        |                                                                           | 6 mei 2025      | heden        | SPD              |
|                             | Alexander Dobrindt   | Alexander Dobrindt (1970)    | Bondsminister van Binnenlandse Zaken                                      | 6 mei 2025      | heden        | CSU              |
|                             | Johann Wadephul      | Johann Wadephul (1963)       | Bondsminister van Buitenlandse Zaken                                      | 6 mei 2025      | heden        | CDU              |
|                             | Stefanie Hubig       | Stefanie Hubig (1968)        | Bondsminister van Justitie en Consumenten- bescherming                    | 6 mei 2025      | heden        | SPD              |
|                             | Katherina Reiche     | Katherina Reiche (1973)      | Bondsminister van Economische Zaken en Energie                            | 6 mei 2025      | heden        | CDU              |
|                             | Boris Pistorius      | Boris Pistorius (1960)       | Bondsminister van Defensie                                                | 19 januari 2023 | heden        | SPD              |
|                             | Nina Warken          | Nina Warken (1973)           | Bondsminister van Volksgezondheid                                         | 6 mei 2025      | heden        | CDU              |
|                             | Bärbel Bas           | Bärbel Bas (1968)            | Bondsminister van Arbeid en Sociale Zaken                                 | 6 mei 2025      | heden        | SPD              |
|                             | Karin Prien          | Karin Prien (1965)           | Bondsminister van Onderwijs, Familie, Senioren, Vrouwen en Jeugd          | 6 mei 2025      | heden        | CDU              |
|                             | Patrick Schnieder    | Patrick Schnieder (1968)     | Bondsminister van Verkeer                                                 | 6 mei 2025      | heden        | CDU              |
|                             | Verena Hubertz       | Verena Hubertz (1987)        | Bondsminister van Volkshuisvesting, Stedelijke Ontwikkeling en Woningbouw | 6 mei 2025      | heden        | SPD              |
|                             | Alois Rainer         | Alois Rainer (1965)          | Bondsminister van Landbouw, Voedsel en Agrarische Zaken                   | 6 mei 2025      | heden        | CSU              |
|                             | Carsten Schneider    | Carsten Schneider (1976)     | Bondsminister van Milieu, Klimaat, Natuur en Kernveiligheid               | 6 mei 2025      | heden        | SPD              |
|                             | Reem Alabali-Radovan | Reem Alabali- Radovan (1990) | Bondsminister voor Economische Betrekkingen en Ontwikkelingshulp          | 6 mei 2025      | heden        | SPD              |
|                             | Dorothee Bär         | Dorothee Bär (1978)          | Bondsminister voor Onderzoek, Technologie en Ruimtevaart                  | 6 mei 2025      | heden        | CSU              |
|                             | Karsten Wildberger   | Karsten Wildberger (1969)    | Bondsminister voor Digitalisering en Staatsmodernisering                  | 6 mei 2025      | heden        | O (2025)         |
|                             | Karsten Wildberger   | Karsten Wildberger (1969)    | Bondsminister voor Digitalisering en Staatsmodernisering                  | 6 mei 2025      | heden        | CDU (vanaf 2025) |
|                             | Thorsten Frei        | Thorsten Frei (1973)         | Bondsminister zonder portefeuille                                         | 6 mei 2025      | heden        | CDU              |
| Chef des Bundeskanzleramts  | Thorsten Frei        | Thorsten Frei (1973)         |                                                                           | 6 mei 2025      | heden        | CDU              |